# Dianthidium bohartorum
Dianthidium bohartorum là một loài Hymenoptera trong họ Megachilidae. Loài này được Griswold & Michener mô tả khoa học năm 1988.